# جيس إي. ستيفنز
جيس إي. ستيفنز هو سياسي أمريكي، ولد في 1882، وتوفي في 1953.